# Campidoglio (San Juan)
Il Campidoglio di San Juan (in inglese Capitol of Puerto Rico, in spagnolo Capitolio de Puerto Rico) è la sede governativa del Territorio di Porto Rico, negli Stati Uniti d'America.
Fu completato nel 1929 dall'architetto Rafael Carmoega in stile neoclassico e Beaux-Arts.